# Epitaph für Berchthold von Königsegg und Kunigunde von Zimmern

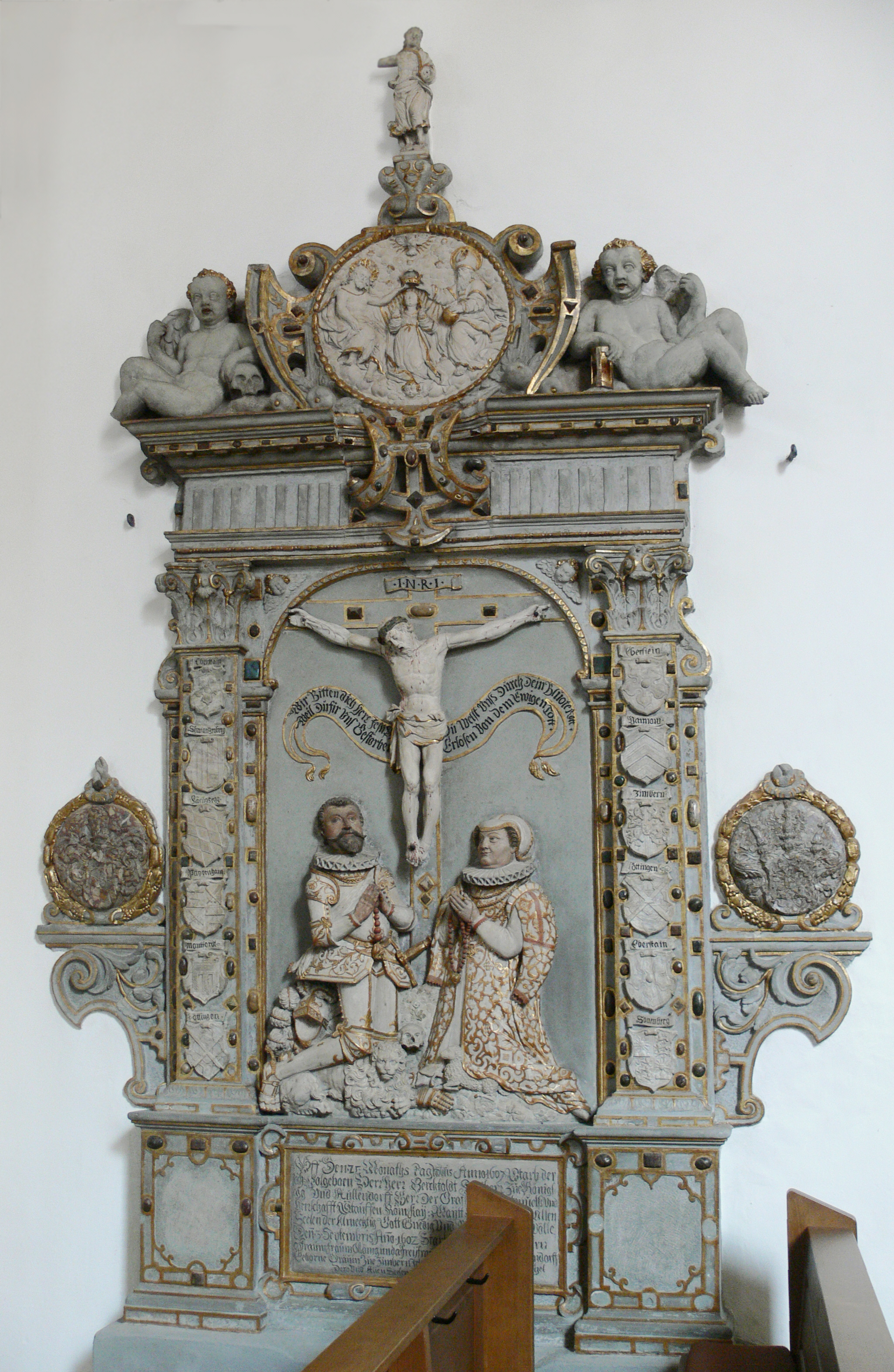
Epitaph für Berchthold von Königsegg und Kunigunde von Zimmern

Das Epitaph für Berchthold von Königsegg und Kunigunde von Zimmern befindet sich in der katholischen Pfarrkirche St. Martin in Aulendorf, einer Stadt im Landkreis Ravensburg in Baden-Württemberg.

## Beschreibung
Das Epitaph im Stil der Renaissance für Berchthold von Königsegg († 1607) und seiner Frau Kunigunde von Zimmern († 1602) zeigt die beiden Verstorbenen unter dem Kreuz betend. Eingerahmt wird die Szene von Pilastern mit Kapitellen, auf denen sich die Ahnenprobe mit insgesamt 12 Wappen der Vorfahren befindet. Auf dem Sockel des Epitaphs ist die Grabbezeugung und das Totenlob verzeichnet. Den oberen Abschluss des Epitaphs bildet ein Medaillon mit der Darstellung der Krönung Mariens, die von Engeln gerahmt wird.